# سيرجيو هرنانديز (لاعب كرة قدم)
سيرجيو هرنانديز (بالإسبانية: Sergio Alejandro Hernández)‏ هو لاعب كرة قدم فنزويلي في مركز الدفاع، ولد في 30 يناير 1971 في فنزويلا. شارك مع منتخب فنزويلا لكرة القدم. أما مع النوادي، فقد لعب مع ديبورتيفو تاشيرا.

## وصلات خارجية
- سيرجيو هرنانديز (لاعب كرة قدم) على موقع الاتحاد الدولي (مؤرشف)  (الإنجليزية)
- سيرجيو هرنانديز (لاعب كرة قدم) على موقع ناشيونال فوتبول تيمز (الإنجليزية)